# Società Sportiva Dilettantistica Biancoscudati Padova 2014-2015
Questa voce raccoglie le informazioni riguardanti i Biancoscudati Padova nelle competizioni ufficiali della stagione 2014-2015.

## Stagione
Nella stagione 2014-2015 i Biancoscudati Padova disputano il primo campionato di quarta serie della sua storia (quinto se si considera la continuità col Padova calcio), facendo parte del girone C della Serie D in sovrannumero. L'iscrizione è stata accettata dalla FIGC il 5 agosto 2014. Nella Coppa Italia di categoria si fermano dopo quattro turni, ai sedicesimi di finale, perdendo a Fano per 1-0.
La squadra conquista la promozione in Lega Pro il 19 aprile 2015, con 3 turni di anticipo.

## Divise e sponsor
Sponsor tecnico è Macron. Sponsor ufficiali sono L'Arte di Abitare e Birra Antoniana. Le maglie ufficiali sono state presentate il 3 ottobre 2014: la prima divisa è in completo bianco, la seconda in completo rosso mentre la terza casacca è di colore blu scuro con raffigurato a destra in bianco il cavallo del Gattamelata. La maglia del portiere è nera, con strisce orizzontali bianche e verdi.
| 1º | 2º | 3º | portiere |

## Organigramma societario
Area direttiva
- Presidente: Giuseppe Bergamin
- Vicepresidente: Edoardo Bonetto
- Consigliere e Amministratore Delegato: Roberto Bonetto

Area organizzativa e comunicazione
- Segretario sportivo: Fabio Pagliani
- Amministrazione: Benedetto Facchinato
- Collaboratrice segreteria settore giovanile: Veronica Serafin
- Ufficio Stampa: Massimo Candotti
- Immagine e direzione house organ: Ferruccio Ruzzante
- Web editor: Dante Piotto

Area tecnica
- Direttore sportivo: Fabrizio De Poli
- Allenatore: Carmine Parlato
- Allenatore in seconda: Rino Lavezzini
- Preparatore atletico: Alan Marin
- Preparatore portieri: Adriano Zancopè
- Responsabile settore giovanile: Giorgio Molon
- Team manager: Giancarlo Pontin
- Dirigente accompagnatore: Pierino D'Ambrosio
- Collaboratore area tecnica: Marco Bergamin

## Rosa
La rosa tratta dal sito ufficiale è aggiornata al 26 aprile 2015.
| N. |                      | Ruolo | Calciatore              |
| -- | -------------------- | ----- | ----------------------- |
|    | Italia (bandiera)    | P     | Cristian Cicioni        |
|    | Italia (bandiera)    | P     | Riccardo Lanzotti       |
|    | Serbia (bandiera)    | P     | Lazar Petkovic          |
|    | Italia (bandiera)    | P     | Marco Vanzato           |
|    | Italia (bandiera)    | D     | Tommaso Bortot          |
|    | Italia (bandiera)    | D     | Simone Bragagnolo       |
|    | Italia (bandiera)    | D     | Fabio Busetto           |
|    | Italia (bandiera)    | D     | Alessandro Degrassi     |
|    | Italia (bandiera)    | D     | Matteo Dionisi          |
|    | Italia (bandiera)    | D     | Daniel Niccolini        |
|    | Italia (bandiera)    | D     | Genny Russo             |
|    | Italia (bandiera)    | D     | Michael Salvadori       |
|    | Italia (bandiera)    | D     | Davide Sentinelli       |
|    | Danimarca (bandiera) | D     | Dan Thomassen           |
|    | Italia (bandiera)    | C     | Matteo Bedin            |
|    | Italia (bandiera)    | C     | Marco Cunico (capitano) |
|    | Italia (bandiera)    | C     | Matteo Faggin           |

| N. |                         | Ruolo | Calciatore         |
| -- | ----------------------- | ----- | ------------------ |
|    | Italia (bandiera)       | C     | Giovanni Fenati    |
|    | Italia (bandiera)       | C     | Luca Formigoni     |
|    | Italia (bandiera)       | C     | Davide Mazzocco    |
|    | Svezia (bandiera)       | C     | Mattin Atai Najafi |
|    | Italia (bandiera)       | C     | Matteo Nichele     |
|    | Italia (bandiera)       | C     | Nicola Segato      |
|    | Italia (bandiera)       | A     | Salvatore Amirante |
|    | Italia (bandiera)       | A     | Sebastiano Aperi   |
|    | Italia (bandiera)       | A     | Elia Bruzzi        |
|    | Burkina Faso (bandiera) | A     | Salam Dené         |
|    | Argentina (bandiera)    | A     | Gustavo Ferretti   |
|    | Italia (bandiera)       | A     | Marco Ilari        |
|    | Italia (bandiera)       | A     | Matteo Montinaro   |
|    | Italia (bandiera)       | A     | Nicola Petrilli    |
|    | Italia (bandiera)       | A     | Filippo Pittarello |
|    | Italia (bandiera)       | A     | Christian Tiboni   |
|    | Slovenia (bandiera)     | A     | Emil Zubin         |

## Calciomercato

### Sessione estiva(dal 01/07 al 17/09)
| Acquisti | Acquisti            | Acquisti             | Acquisti   |
| R.       | Nome                | da                   | Modalità   |
| -------- | ------------------- | -------------------- | ---------- |
| P        | Cristian Cicioni    | svincolato           | definitivo |
| P        | Lazar Petkovic      | Spezia               | definitivo |
| P        | Marco Vanzato       | Padova (primavera)   | definitivo |
| D        | Simone Bragagnolo   | Vicenza              | prestito   |
| D        | Fabio Busetto       | Padova (primavera)   | definitivo |
| D        | Alessandro Degrassi | Juventus (primavera) | prestito   |
| D        | Matteo Dionisi      | Pordenone            | definitivo |
| D        | Daniel Niccolini    | Pordenone            | definitivo |
| D        | Davide Sentinelli   | Lupa Roma            | definitivo |
| D        | Dan Thomassen       | Campodarsego         | definitivo |
| C        | Matteo Bedin        | Atl. S. Paolo        | definitivo |
| C        | Marco Cunico        | Marano               | definitivo |
| C        | Luca Formigoni      | Padova (primavera)   | definitivo |
| C        | Davide Mazzocco     | Parma                | prestito   |
| C        | Mattin Atai Najafi  | Vicenza (Berretti)   | definitivo |
| C        | Matteo Nichele      | Piacenza             | definitivo |
| C        | Nicola Segato       | Delta Porto Tolle    | prestito   |
| A        | Sebastiano Aperi    | Martina              | definitivo |
| A        | Elia Bruzzi         | Livorno              | prestito   |
| A        | Salam Dené          | svincolato           | definitivo |
| A        | Gustavo Ferretti    | Marano               | definitivo |
| A        | Marco Ilari         | Martina              | definitivo |
| A        | Matteo Montinaro    | Lecce                | prestito   |
| A        | Nicola Petrilli     | Martina              | definitivo |
| A        | Filippo Pittarello  | Atl. S. Paolo        | definitivo |
| A        | Christian Tiboni    | svincolato           | definitivo |

| Cessioni | Cessioni | Cessioni | Cessioni |
| R.       | Nome     | a        | Modalità |
| -------- | -------- | -------- | -------- |

### Sessione invernale(dal 01/12 al 16/12)
| Acquisti | Acquisti           | Acquisti               | Acquisti   |
| R.       | Nome               | da                     | Modalità   |
| -------- | ------------------ | ---------------------- | ---------- |
| A        | Salvatore Amirante | Lavagnese              | definitivo |
| A        | Emil Zubin         | Pordenone              | definitivo |
| D        | Michael Salvadori  | Union Ripa La Fenadora | prestito   |

| Cessioni | Cessioni         | Cessioni  | Cessioni   |
| R.       | Nome             | a         | Modalità   |
| -------- | ---------------- | --------- | ---------- |
| D        | Genny Russo      | Agropoli  | definitivo |
| C        | Matteo Bedin     | Triestina | definitivo |
| A        | Luca Formigoni   | Lavagnese | definitivo |
| A        | Christian Tiboni | Piacenza  | definitivo |

### Sessione invernale LND/PRO(dal 05/01 al 02/02)
| Acquisti | Acquisti          | Acquisti       | Acquisti |
| R.       | Nome              | da             | Modalità |
| -------- | ----------------- | -------------- | -------- |
| P        | Riccardo Lanzotti | Modena         | prestito |
| D        | Tommaso Bortot    | Bassano Virtus | prestito |
| C        | Giovanni Fenati   | Sampdoria      | prestito |

| Cessioni | Cessioni          | Cessioni | Cessioni      |
| R.       | Nome              | a        | Modalità      |
| -------- | ----------------- | -------- | ------------- |
| D        | Simone Bragagnolo | Vicenza  | fine prestito |
| A        | Elia Bruzzi       | Livorno  | fine prestito |
| A        | Matteo Montinaro  | Lecce    | fine prestito |

## Risultati

### Serie D

#### Girone di andata
| Arbitro: | Cataldo (Bergamo) |

|                              |           |  |
| Ferretti 3’, 70’ Aperi 90+4’ | Marcatori |  |

| Arbitro: | Dalla Palma (Milano) |

|             |           |                                         |
| Masiero 25’ | Marcatori | 6’, 81’ Ferretti 12’ Mazzocco 32’ Ilari |

| Arbitro: | Scatigna (Taranto) |

|                         |           |                 |
| Ferretti 39’ Cunico 84’ | Marcatori | 57’ (rig.) Tisi |

| Arbitro: | Pirriatore (Bologna) |

|                      |           |                                       |
| Furlan 9’ Sellan 40’ | Marcatori | 26’ Ilari 46’ Sentinelli 68’ Ferretti |

| Arbitro: | Parrella (Battipaglia) |

|             |           |  |
| Ilari 90+3’ | Marcatori |  |

| Arbitro: | Loprete (Catanzaro) |

|                      |           |                                          |
| De Martin 78’ (rig.) | Marcatori | 9’ Mazzocco 23’ (rig.) Cunico 87’ Tiboni |

| Arbitro: | Sozza (Seregno) |

|                       |           |  |
| Merli Sala 25’ (aut.) | Marcatori |  |

| Arbitro: | Annaloro (Collegno) |

|  |           |              |
|  | Marcatori | 41’ Mazzocco |

| Arbitro: | Miele (Torino) |

|           |           |                |
| Aperi 83’ | Marcatori | 87’ (rig.) Bez |

| Arbitro: | Camplone (Pescara) |

|                          |           |                                               |
| Mattioli 67’, 90’ (rig.) | Marcatori | 23’ Aperi 25’, 48’ (rig.) Cunico 39’ Ferretti |

| Arbitro: | Cipriani (Empoli) |

|                              |           |                                      |
| Bazzanella 65’ Cicuttini 82’ | Marcatori | 5’, 67’ (rig.) Cunico 75’ Sentinelli |

| Arbitro: | Garofalo (Torre del Greco) |

|             |           |              |
| Nichele 38’ | Marcatori | 63’ Mazzetto |

| Arbitro: | Provesi (Treviglio) |

|              |           |  |
| Sottovia 43’ | Marcatori |  |

| Arbitro: | Curti (Milano) |

|                        |           |               |
| Cunico 40’ (rig.), 63’ | Marcatori | 71’ Farinazzo |

| Arbitro: | Minafra (Roma 2) |

|              |           |                                   |
| Grujic 90+3’ | Marcatori | 23’ Petrilli 65’ Aperi 67’ Cunico |

| Arbitro: | Agostini (Bologna) |

|                             |           |           |
| Cunico 5’ Amirante 32’, 52’ | Marcatori | 75’ Ponik |

| Arbitro: | De Remigis (Teramo) |

|            |           |  |
| Peluso 31’ | Marcatori |  |

#### Girone di ritorno
| Arbitro: | Acquapendente (Genova) |

|                                    |           |                         |
| Comin 16’ Furlan 27’ Casarotto 63’ | Marcatori | 10’ Petrilli 80’ Cunico |

| Arbitro: | Loprete (Catanzaro) |

|                                 |           |             |
| Ferretti 5’ Mattin Najafi 90+4’ | Marcatori | 90+1’ Samba |

| Arbitro: | Dalla Palma (Milano) |

|                        |           |                                                                   |
| Tisi 55’ Deimichei 70’ | Marcatori | 32’ Sentinelli 46’ Petrilli 61’ Zubin 66’, 73’ Amirante 87’ Aperi |

| Arbitro: | Perrotti (Campobasso) |

|                                   |           |               |
| Ilari 2’ Sentinelli 25’ Zubin 47’ | Marcatori | 34’ Brustolon |

| Arbitro: | Pedretti (Brescia) |

|               |           |                                               |
| Fochesato 71’ | Marcatori | 15’ Petrilli 25’ Amirante 36’ Ilari 73’ Aperi |

| Arbitro: | Simiele (Albano Laziale) |

|                           |           |  |
| Ferretti 71’ Amirante 89’ | Marcatori |  |

| Arbitro: | Annaloro (Collegno) |

|  |           |                  |
|  | Marcatori | 8’, 72’ Amirante |

| Padova 8 marzo 2015, ore 14:30 CET 25ª giornata | Biancoscudati PD   | 0 – 0 referto | ArzignanoChiampo | Stadio Euganeo (4.794 spett.)\| Arbitro: \| Colinucci (Cesena) \| |
| Arbitro:                                        | Colinucci (Cesena) |               |                  |                                                                   |

| Arbitro: | Di Gioia (Nola) |

|               |           |                                    |
| Giannetti 58’ | Marcatori | 20’ Petrilli 56’ Ilari 90+2’ Zubin |

| Arbitro: | Cenami (Rieti) |

|                                      |           |                               |
| Petrilli 2’ Zubin 33’, 38’ Ilari 72’ | Marcatori | 50’ (rig.) Vigo 76’ Podvorica |

| Arbitro: | Fichera (Catania) |

|                  |           |  |
| Amirante 8’, 35’ | Marcatori |  |

| Arbitro: | Parrella (Battipaglia) |

|  |           |                        |
|  | Marcatori | 41’ Petrilli 43’ Ilari |

| Arbitro: | Marchetti (Ostia Lido) |

|                   |           |  |
| Segato 56’ (rig.) | Marcatori |  |

| Arbitro: | Raciti (Acireale) |

|             |           |                                |
| Fioretti 4’ | Marcatori | 21’ Petrilli 50’ (rig.) Cunico |

| Arbitro: | Bruni (Fermo) |

|                                               |           |  |
| Ferretti 28’, 38’ (rig.) Zubin 66’ Fenati 78’ | Marcatori |  |

| Arbitro: | Donda (Cormons) |

|           |           |                      |
| Cibin 30’ | Marcatori | 10’ Cunico 83’ Zubin |

| Arbitro: | Scatigna (Taranto) |

|           |           |             |
| Zubin 53’ | Marcatori | 42’ Gambino |

#### Poule scudetto
| Arbitro: | Gualtieri (Asti) |

|              |           |                   |
| Bignotti 82’ | Marcatori | 16’ (rig.) Cunico |

| Arbitro: | Cavallina (Parma) |

|                        |           |  |
| Zubin 27’ Amirante 81’ | Marcatori |  |

### Coppa Italia Serie D
| Arbitro: | Miniutti (Maniago) |

|                          |           |  |
| Niccolini 56’ Cunico 81’ | Marcatori |  |

| Arbitro: | Gosetto (Schio) |

|                       |           |               |
| Cunico 30’ Bruzzi 65’ | Marcatori | 89’ Goncalves |

| Arbitro: | Tursi (Valdarno) |

|             |           |                           |
| Masiero 29’ | Marcatori | 35’ Pittarello 40’ Segato |

| Arbitro: | Carella (Bari) |

|                    |           |  |
| Sivilla 40’ (rig.) | Marcatori |  |

## Statistiche
Statistiche aggiornate al 24 maggio 2015.

### Statistiche di squadra
| Competizione         | Punti | In casa | In casa | In casa | In casa | In casa | In casa | In trasferta | In trasferta | In trasferta | In trasferta | In trasferta | In trasferta | Totale | Totale | Totale | Totale | Totale | Totale | DR  |
| Competizione         | Punti | G       | V       | N       | P       | Gf      | Gs      | G            | V            | N            | P            | Gf           | Gs           | G      | V      | N      | P      | Gf     | Gs     | DR  |
| -------------------- | ----- | ------- | ------- | ------- | ------- | ------- | ------- | ------------ | ------------ | ------------ | ------------ | ------------ | ------------ | ------ | ------ | ------ | ------ | ------ | ------ | --- |
| Serie D - Girone C   | 85    | 17      | 13      | 4       | 0       | 33      | 10      | 17           | 14           | 0            | 3            | 44           | 20           | 34     | 27     | 4      | 3      | 77     | 30     | +47 |
| Coppa Italia Serie D |       | 2       | 2       | 0       | 0       | 4       | 1       | 2            | 1            | 0            | 1            | 2            | 2            | 4      | 3      | 0      | 1      | 6      | 3      | +3  |
| Poule Scudetto       | 4     | 1       | 1       | 0       | 0       | 2       | 0       | 1            | 0            | 1            | 0            | 1            | 1            | 2      | 1      | 1      | 0      | 3      | 1      | +2  |
| Totale               |       | 20      | 16      | 4       | 0       | 39      | 11      | 20           | 15           | 1            | 4            | 47           | 23           | 40     | 31     | 5      | 4      | 86     | 34     | +52 |

### Andamento in campionato
| Giornata  | 1 | 2 | 3 | 4 | 5 | 6 | 7 | 8 | 9 | 10 | 11 | 12 | 13 | 14 | 15 | 16 | 17 | 18 | 19 | 20 | 21 | 22 | 23 | 24 | 25 | 26 | 27 | 28 | 29 | 30 | 31 | 32 | 33 | 34 |
| --------- | - | - | - | - | - | - | - | - | - | -- | -- | -- | -- | -- | -- | -- | -- | -- | -- | -- | -- | -- | -- | -- | -- | -- | -- | -- | -- | -- | -- | -- | -- | -- |
| Luogo     | C | T | C | T | C | T | C | T | C | T  | T  | C  | T  | C  | T  | C  | T  | T  | C  | T  | C  | T  | C  | T  | C  | T  | C  | C  | T  | C  | T  | C  | T  | C  |
| Risultato | V | V | V | V | V | V | V | V | N | V  | V  | N  | P  | V  | V  | V  | P  | P  | V  | V  | V  | V  | V  | V  | N  | V  | V  | V  | V  | V  | V  | V  | V  | N  |
| Posizione | 1 | 1 | 1 | 2 | 1 | 1 | 1 | 1 | 1 | 1  | 1  | 1  | 2  | 1  | 1  | 1  | 1  | 2  | 2  | 1  | 1  | 1  | 1  | 1  | 1  | 1  | 1  | 1  | 1  | 1  | 1  | 1  | 1  | 1  |

Legenda:

Luogo: C = Casa; T = Trasferta. Risultato: V = Vittoria; N = Pareggio; P = Sconfitta.

### Statistiche dei giocatori
In campionato: 76 reti segnate da 14 giocatori e 1 autorete a favore. In corsivo i giocatori ceduti a stagione in corso.
| Giocatore     | Serie D  | Serie D | Serie D     | Serie D    | Coppa Italia Serie D | Coppa Italia Serie D | Coppa Italia Serie D | Coppa Italia Serie D | Poule Scudetto | Poule Scudetto | Poule Scudetto | Poule Scudetto | Totale   | Totale | Totale      | Totale     |
| Giocatore     | Presenze | Reti    | Ammonizioni | Espulsioni | Presenze             | Reti                 | Ammonizioni          | Espulsioni           | Presenze       | Reti           | Ammonizioni    | Espulsioni     | Presenze | Reti   | Ammonizioni | Espulsioni |
| ------------- | -------- | ------- | ----------- | ---------- | -------------------- | -------------------- | -------------------- | -------------------- | -------------- | -------------- | -------------- | -------------- | -------- | ------ | ----------- | ---------- |
| C. Cicioni    | 6        | -7      | 0           | 0          | 1                    | -1                   | 0                    | 0                    | 0              | 0              | 0              | 0              | 7        | -8     | 0           | 0          |
| L. Petkovic   | 24       | -18     | 0           | 0          | 3                    | -2                   | 0                    | 0                    | 2              | -1             | 1              | 0              | 29       | -21    | 1           | 0          |
| R. Lanzotti   | 6        | -5      | 0           | 0          | -                    | -                    | -                    | -                    | 0              | 0              | 0              | 0              | 6        | -5     | 0           | 0          |
| M. Vanzato    | 0        | 0       | 0           | 0          | 0                    | 0                    | 0                    | 0                    | -              | -              | -              | -              | 0        | 0      | 0           | 0          |
| T. Bortot     | 11       | 0       | 2           | 0          | -                    | -                    | -                    | -                    | 1              | 0              | 0              | 0              | 12       | 0      | 2           | 0          |
| S. Bragagnolo | 1        | 0       | 1           | 0          | 2                    | 0                    | 0                    | 0                    | -              | -              | -              | -              | 3        | 0      | 1           | 0          |
| F. Busetto    | 17       | 0       | 1           | 0          | 3                    | 0                    | 0                    | 0                    | 1              | 0              | 0              | 0              | 21       | 0      | 1           | 0          |
| A. Degrassi   | 21       | 0       | 3           | 0          | 2                    | 0                    | 0                    | 0                    | 0              | 0              | 0              | 0              | 23       | 0      | 3           | 0          |
| M. Dionisi    | 25       | 0       | 5           | 1          | 4                    | 0                    | 0                    | 0                    | 1              | 0              | 1              | 1              | 30       | 0      | 6           | 2          |
| D. Niccolini  | 28       | 0       | 5           | 2          | 3                    | 1                    | 0                    | 0                    | 2              | 0              | 0              | 0              | 33       | 1      | 5           | 2          |
| G. Russo      | 0        | 0       | 0           | 0          | 3                    | 0                    | 0                    | 0                    | -              | -              | -              | -              | 3        | 0      | 0           | 0          |
| M. Salvadori  | 16       | 0       | 4           | 0          | -                    | -                    | -                    | -                    | 2              | 0              | 0              | 0              | 18       | 0      | 4           | 0          |
| D. Sentinelli | 27       | 4       | 8           | 0          | 3                    | 0                    | 1                    | 0                    | 2              | 0              | 1              | 0              | 32       | 4      | 10          | 0          |
| D. Thomassen  | 15       | 0       | 1           | 1          | 3                    | 0                    | 0                    | 0                    | 1              | 0              | 0              | 0              | 19       | 0      | 1           | 1          |
| M. Bedin      | 7        | 0       | 2           | 0          | 2                    | 0                    | 1                    | 0                    | -              | -              | -              | -              | 9        | 0      | 3           | 0          |
| M. Cunico     | 29       | 13      | 6           | 0          | 3                    | 2                    | 0                    | 0                    | 2              | 1              | 0              | 0              | 34       | 16     | 6           | 0          |
| G. Fenati     | 6        | 1       | 0           | 0          | -                    | -                    | -                    | -                    | 1              | 0              | 0              | 0              | 7        | 1      | 0           | 0          |
| L. Formigoni  | 1        | 0       | 0           | 0          | 1                    | 0                    | 0                    | 0                    | -              | -              | -              | -              | 2        | 0      | 0           | 0          |
| D. Mazzocco   | 31       | 3       | 5           | 0          | 3                    | 0                    | 0                    | 0                    | 2              | 0              | 0              | 0              | 36       | 3      | 5           | 0          |
| M. Najafi     | 10       | 1       | 0           | 0          | 1                    | 0                    | 1                    | 0                    | -              | -              | -              | -              | 11       | 1      | 1           | 0          |
| M. Nichele    | 26       | 1       | 6           | 0          | 1                    | 0                    | 1                    | 0                    | 2              | 0              | 0              | 0              | 29       | 1      | 7           | 0          |
| N. Segato     | 27       | 1       | 6           | 1          | 4                    | 1                    | 1                    | 0                    | 2              | 0              | 0              | 0              | 33       | 2      | 7           | 1          |
| S. Amirante   | 14       | 10      | 3           | 0          | -                    | -                    | -                    | -                    | 1              | 1              | 0              | 0              | 15       | 11     | 3           | 0          |
| S. Aperi      | 12       | 6       | 0           | 0          | 1                    | 0                    | 0                    | 0                    | -              | -              | -              | -              | 13       | 6      | 0           | 0          |
| E. Bruzzi     | 3        | 0       | 0           | 0          | 1                    | 1                    | 0                    | 0                    | -              | -              | -              | -              | 4        | 1      | 0           | 0          |
| S. Dené       | 1        | 0       | 0           | 0          | -                    | -                    | -                    | -                    | -              | -              | -              | -              | 1        | 0      | 0           | 0          |
| G. Ferretti   | 18       | 11      | 5           | 1          | 2                    | 0                    | 0                    | 0                    | 1              | 0              | 0              | 1              | 21       | 11     | 5           | 2          |
| M. Ilari      | 33       | 8       | 2           | 0          | 3                    | 0                    | 0                    | 0                    | 2              | 0              | 1              | 0              | 38       | 8      | 3           | 0          |
| M. Montinaro  | 1        | 0       | 0           | 0          | 2                    | 0                    | 0                    | 0                    | -              | -              | -              | -              | 3        | 0      | 0           | 0          |
| N. Petrilli   | 24       | 8       | 4           | 0          | 2                    | 0                    | 0                    | 0                    | 1              | 0              | 0              | 0              | 27       | 8      | 4           | 0          |
| F. Pittarello | 16       | 0       | 0           | 0          | 3                    | 1                    | 0                    | 0                    | 0              | 0              | 0              | 0              | 19       | 1      | 0           | 0          |
| C. Tiboni     | 5        | 1       | 1           | 0          | 1                    | 0                    | 0                    | 0                    | -              | -              | -              | -              | 6        | 1      | 1           | 0          |
| E. Zubin      | 13       | 8       | 1           | 0          | -                    | -                    | -                    | -                    | 2              | 1              | 1              | 0              | 15       | 9      | 2           | 0          |
| M. Faggin     | 1        | 0       | 0           | 0          | -                    | -                    | -                    | -                    | -              | -              | -              | -              | 1        | 0      | 0           | 0          |